# Art Mollner
Arthur « Art » Owen Mollner, né le 20 décembre 1912 à Saranac Lake, dans l'État de New York, mort le 16 mars 1995 à Westlake Village, en Californie, est un ancien joueur américain de basket-ball. Il évolue au poste d'arrière. 

## Palmarès
- Champion olympique 1936